# 네 손을 위한 소나타 (베토벤)
네 손을 위한 소나타 라장조, 작품 번호 6은 루트비히 판 베토벤에 의해 쓰인 연탄곡이다.

## 개요
하이든의 제자 베토벤은 그의 교사의 모범을 따랐고, 연탄곡 분야의 출판물에 초기 작품 몇 개만 기고했다. 그 중 가장 크고 튼튼한 작품은 소나타 라장조, 작품 번호 6이다. 이 작품은 1796/97년에 작곡되었고, 1797년에 빈의 아르타리아를 통해 출판되었다.
베토벤은 그의 고향 본을 떠나 빈의 대도시에서 5년을 보냈으나, 여전히 거장 피아니스트이자 작곡가로서의 명성을 쌓고 있었다. 따라서 그는 가르침을 통해 수입을 보충할 필요가 있었으나, 그는 그 시기에 그것을 잘 하지 않았다. 비교적 기술적 난제가 적고, 공개 초연에 대한 문서가 없다는 점을 감안할 때, 일반적으로 라장조 소나타는 교재로서 작곡된 것으로 간주된다. 그럼에도 불구하고 여러 측면에서 작곡가의 성숙함을 예고한다. 예를 들어 두 악장의 주요 주제는 모차르트나 하이든처럼 바로 연주되기보다는 악장의 마지막에서 재현될 때 장식된다. 곡의 시작과 끝에 사용된 음악적 패턴은 나중에 베토벤이 교향곡 5번에서 사용한 패턴과 비슷하다.

## 악장 구성
작품은 전 2악장으로 구성되어 있다.
- 제1악장. 알레그로 몰토 (라장조)
- 제2악장. 론도, 모데라토 (라장조)